# Marcus Bonfanti
Marcus Bonfanti je anglický zpěvák a kytarista. Narodil se v Londýně a začínal jako trumpetista. V roce 2014 se stal členem skupiny Ten Years After. Během své kariéry spolupracoval s mnoha dalšími hudebníky, mezi něž patří například Ginger Baker, Eric Burdon a P. P. Arnold. Rovněž vydal několik sólových alb, za která získal různá ocenění.

## Sólová diskografie
- Hard Times (2008)
- What Good Am I to You (2010)
- Medicine Man (2011)
- Shake the Walls (2013)